# José Rutilio Quezada
José Rutilio Quezada, (Quezaltepeque, La Libertad, 30 de septiembre de 1930) es un escritor, botánico y científico salvadoreño. Trabaja también en el campo de la entomología, y además se ha destacado como novelista. Publicó dos novelas: Dolor de Patria y La última guinda.

## Biografía de su vida

### Infancia, adolescencia y juventud
El pequeño pueblo donde pasó sus primeros años junto a sus padres, Luis Bernardo Quezada, y su madre, María Antonia Escobar, le aportó sensaciones y experiencias que contribuirían a formar un espíritu inquisitivo. Muchos de los sucesos de esa época han quedado grabados en la memoria del autor y los plasmó en su primera novela Dolor de Patria.
Rutilio creció entre la atención y cariño de sus seis hermanos y sus dos padres. Ambos eran personas decentes y dignas, que le inculcaron firmes principios morales a él y a sus hermanos. Él era el benjamín de la casa y toda la familia le enseñó a leer y a escribir. Por eso, antes de que Rutilio entrara a primer grado de la escuela primaria, ya sabía leer y escribir. Al morir, el padre de Rutilio les dejó en herencia a todos los hermanos unos terrenos de cafetales en su pueblo natal. Los hermanos decidieron unánimemente rifar los terrenos partidos para no enemistarse por la repartición.

### Estudios y carrera
La escuela primaria la hizo en el Grupo Escolar ‘‘José Dolores Larreynaga’’, de Quezaltepeque. El plan básico y el bachillerato, que así se llamaban en aquella época, los cursó en el Instituto Nacional General Francisco Menéndez, el INFRAMEN, de San Salvador. Se graduó como Bachiller en Ciencias y Letras, en 1949. 
Entre 1950 y 1951 estudió en la Escuela Normal Alberto Masferrer, donde obtuvo el grado de Profesor Normalista, Clase A. Siguió luego estudios especializados en la enseñanza de la Biología y la Química, y en 1955 obtuvo el título de profesor de estas especialidades, en la Escuela Normal Superior, institución de sólido prestigio académico en esos años.
Posteriormente, entre los años 1965 y 1969, siguió estudios de Maestría en Ciencias, en la Universidad de California en Riverside. En la misma institución hizo su doctorado en Ciencias y Filosofía con especialización en el control biológico de insectos. En 1979, la Universidad de El Salvador le otorgó la incorporación con el título de Doctor en Biología. Entre 1976 y 1977 fue asesor de investigaciones del ‘‘Centro Nacional de Tecnología Agropecuaria’’ del Ministerio de Agricultura y Ganadería. Entre 1984 y 1986 trabajó como entomólogo en el Centro Agronómico Tropical de Investigaciones y Enseñanza, CATIE, en Costa Rica.

### Su carrera
En el año 1984 Rutilio publica su primera novela  Dolor de Patria, la cual trata sobre la vida de varios campesinos que trabajan en las cortas de café en El Salvador. La historia es rica en personajes, pero se centra sobre todo en uno principal, Nicho, desde que tiene unos 10 años, hasta 50 años después, cuando la guerra en El Salvador estalla. Paralelamente se habla de la vida de Toño, quien será su mejor amigo en la adultez y en los momentos más difíciles de la enfermedad de Nicho. Una amistad tan fuerte y leal que dura más allá de la muerte injusta y sangrienta de ambos compañeros y amigos. la novela trata temas como la pobreza, la época de la bonanza del café y su decaimiento, los conflictos del estado debido al gobierno militar impuesto mediante fraudes electorales y los constantes abusos a los derechos humanos del pueblo salvadoreño
En 1988 publica su segunda novela La última guinda, la cual trata sobre la vida de una estudiante universitaria, Zenaida, y sus vivencias desde la vida como bachiller en el INFRAMEN, su vida como estudiante de Medicina en la Universidad de El Salvador, su romance con Sabino Loucel y los diferentes acontecimientos que rodean la dictadura del militar Carlos Humberto Romero. Se menciona la Masacre estudiantil del 30 de julio de 1975, la huida de Zenaida y su madre hacia Estados Unidos (la cual termina en fracaso debido a la estafa de los coyotes), y luego de la muerte de su madre en el desierto de Arizona, por fin decide unirse a la guerrilla salvadoreña con el fin de encontrarse con el último ser amado que le queda, su novio Sabino.
En 1994 publica su tercera novela, Las Profecías de Adán Cangrejo, Crónicas Auténticas del Pueblo más Lindo del Mundo, narra la historia del pueblo natal de Rutilio y de sí mismo, así como de su esposa y familia. Todo la narración tiene un toque pintoresca e imaginativa de hechos y lugares reales, preservando en el libro, la identidad de ese lugar.
También ha publicado otros libros como Como los Girasoles, Diario Íntimo de una Batalla Desigual (2003), Aquellos Exilios Involuntarios, Memorias de un Entomólogo (2004), y otras. Una de sus últimas novelas, Mientras viva esta orquídea (2010) novela que trata sobre el amor y la mujer y que deja marcado temas tradicionales en la cultura salvadoreña como el machismo.
En el 2012 publicó su novela Tsunami, que trata sobre el terremoto y tsunami de Chile en el 2009.

### En la actualidad
En la actualidad el reside en la Ciudad de los Ángeles, California, junto a su esposa, Doña Marta Melba Cortés y sus tres hijas. Ejerce su consultoría en su especialidad y escribe como pasatiempo. Viene una o dos veces a El Salvador en los meses de octubre y noviembre.

## Obra literaria
- Dolor de Patria, Novela, Clásicos Roxil, 1984
- La última guinda, Novela, Clásicos Roxil, 1988
- Las Profecías de Adán Cangrejo, Crónicas Auténticas del Pueblo más Lindo del Mundo, Novela, Clásicos Roxil, 1994
- Como los Girasoles, Diario Íntimo de una Batalla Desigual. 2003
- Aquellos Exilios Involuntarios, Memorias de un Entomólogo, Memorias, El Salvador, 2004
- Heraldos del Nuevo Milenio y Otras Crónicas Auténticas de los Pretéritos Siglos, 2005
- Memorias de mis Alegres Domésticas, Memorias, 2005
- Mientras viva esta orquídea, Novela, Clásicos Roxil, 2010
- Tsunami, Novela, 2012